# Джо Торнтон
Джозеф Ерік Торнтон (англ. Joseph Eric Thornton; нар. 2 липня 1979, м. Лондон, Канада) — канадський хокеїст, центральний нападник.
Виступав за «Су-Сент-Марі Грейхаундс» (ОХЛ), «Бостон Брюїнс», ХК Давос, «Сан-Хосе Шаркс», «Торонто Мейпл-Ліфс», «Флорида Пантерс».
В чемпіонатах НХЛ — 1714 матчів (430+1109), у турнірах Кубка Стенлі — 187 матчів (32+102). У чемпіонатах Швейцарії — 85 матчів (27+74), у плеф-оф — 14 матчів (4+21). 
У складі національної збірної Канади учасник зимових Олімпійських ігор 2006 і 2010 (13 матчів, 2+3), учасник чемпіонатів світу 2001 і 2005 (15 матчів, 7+11), учасник Кубка світу 2004 (6 матчів, 1+5). У складі молодіжної збірної Канади учасник чемпіонату світу 1997.
Досягнення
- Чемпіон зимових Олімпійських ігор (2010)
- Срібний призер чемпіонату світу (2005)
- Володар Кубка світу (2004)
- Чемпіон Швейцарії (2005)
- Переможець молодіжного чемпіонату світу (1997)
- Учасник матчу всіх зірок НХЛ (2008, 2009).
- Володар Кубка світу (2016).

Нагороди
- Трофей Арта Росса (2006)
- Пам'ятний трофей Гарта (2006)